# こんぺいとう (アイドルグループ)
こんぺいとうは、高市智子と菅野美寿紀の2人組女性アイドルグループ。1991年6月、「地球にやさしい」をテーマに、ミニアルバム『地球にやさしいふたつ星』でバップからデビュー。シングル4枚、ミニアルバム2枚をリリースしたが、1993年に活動停止、事実上解散した。

## メンバー来歴
- 菅野美寿紀（かんの みずき、1975年11月27日-）

埼玉県所沢市出身（新潟県の記載もあり）。身長161cm、体重45kg、B83cm、W59cm、H83cm（1991年時点）。血液型AB型。1989年スーパーアイディストコンテスト・パンツの穴賞受賞。モモコクラブ桃組出席番号2879番。堀越高等学校卒業。こんぺいとう解散後、1995年、写真集『MOON』にてヌードになり、以後、女優として活躍していた。
- 高市智子（たかいち ともこ、1976年5月2日-）

鹿児島県出身。身長156cm、体重40kg、B79cm、W58cm、H79cm（1991年時点）。血液型O型。1989年スーパーアイディストコンテスト・BOMB!賞。モモコクラブ桃組出席番号2866番。芸能活動中は日出女子学園高等学校に在籍していたが、高校2年途中で郷里へ戻る。こんぺいとう解散後、芸能界から引退したが、2004年3月、雑誌S&Mスナイパーに読者モデルとして出演し、荒木経惟撮影による緊縛ヌードを披露した。現在はフリーランスのライター。

## ディスコグラフィー

### シングル
- ポップコーンハート・ブレイク（1991年11月5日）

1. ポップコーンハート・ブレイク（詞：田久保真見、曲：割田康彦、編曲：船山基紀）
2. せつない童話（詞：田久保真見、作・編曲：山川恵津子）

- アンバランス≦抱きしめて（1992年3月21日）

1. アンバランス≦抱きしめて（詞：平出よしかつ、作・編曲：岩﨑元是）
2. せいたかのっぽの木の下で（詞：田久保真見、曲：松野文也、編曲：新川博）

- ニッポンチャ!チャ!チャ!（1992年10月21日）

1. ニッポンチャ!チャ!チャ!（詞：平出よしかつ、曲：ピエール・ニグロ／マリオ・ニグロ）
よみうりテレビ・日本テレビ系テレビアニメ『コボちゃん』初代オープニングテーマ
2. SukiSuki大好き（詞：平出よしかつ、曲：高橋ひろ、編曲：岩崎元是）

- マーベラ、こんぺいとう/ニッポン・チャ・チャ・チャ（1992年12月1日）

1. ニッポン・チャ・チャ・チャ～スペシャル・ニッポン・ミックス（マーベラ）
2. ニッポン・チャ・チャ・チャ～ロング・ヴァージョン（マーベラ）
3. ニッポン・チャ・チャ・チャ～スペシャル・ヒット・ミックス（こんぺいとう）

- FASHION CITY OH MY MAXY（1992年※発売日不詳・沖縄ショッピングセンターMAXYイメージソング・店舗のみの限定販売）

1. FASHION CITY OH MY MAXY
2. 太陽がいっぱい

### ミニアルバム
- 地球にやさしいふたつ星（1991年6月21日）

1. スター・カプセル（Faraway～Theme～Warp～I'll Say Hello）（作・編曲：岩崎元是）
2. きっとボーイフレンド（詞：平出よしかつ、曲：割田康彦、編曲：新川博）
3. 抱きしめてくれなかったね（詞：田久保真見、作・編曲：山川恵津子）
4. 悲しみよりそばで（詞：平出よしかつ、作・編曲：岩崎元是）
5. Theme～To The Next（作・編曲：岩崎元是）

- ひとにやさしいふたつ星（1991年7月21日）

1. Theme（インストゥルメンタル）（作曲：岩崎元是、編曲：岩崎文紀）
2. マーメイド志願（詞：田久保真見、曲：岩崎元是、編曲：井上鑑）
3. 嵐がくるわ（詞：田久保真見、作・編曲：山川恵津子）
4. Oh! Please（詞：平出よしかつ、曲：割田康彦、編曲：井上鑑）
5. 夢の卵（詞：田久保真見、曲：三浦一年、編曲：新川博）
6. いまあなたと（詞：芹沢類、作・編曲：岩崎元是）

### ビデオ
- Visualies（1991年12月21日）

## 出演番組

### ラジオ
- FMヤングスタジオ（JFNラジオ、1991年10月-1992年3月）

水曜日レギュラーパーソナリティとして出演